# Amerikansk hönshirs
Amerikansk hönshirs (Echinochloa muricata) är en gräsart som först beskrevs av Ambroise Marie François Joseph Palisot de Beauvois, och fick sitt nu gällande namn av Merritt Lyndon Fernald. Enligt Catalogue of Life ingår Amerikansk hönshirs i släktet hönshirser och familjen gräs, men enligt Dyntaxa är tillhörigheten istället släktet hönshirser och familjen gräs. Arten har ej påträffats i Sverige. Inga underarter finns listade i Catalogue of Life.